# Arkadiusz Aleksander
Arkadiusz Aleksander (ur. 19 kwietnia 1980 w Nowym Sączu) – polski piłkarz, działacz sportowy.

## Kariera zawodnicza
W Zawadzie Nowy Sącz rozpoczął swoją piłkarską karierę. Od samego początku pobytu w klubie udowadniał swój ponadprzeciętny talent, co w wieku 16 lat zaowocowało transferem do SMS-u Wrocław, w którym grał przez półtora roku. Następnie przeniósł się do Rawii Rawicz. W końcu zgłosił się po niego Śląsk Wrocław, z którym świętował awans do Ekstraklasy w sezonie 1999/2000 zdobywając 7 bramek w 29 meczach. Łącznie rozegrał 14 spotkań dla Śląska w Ekstraklasie nie zdobywając ani jednej bramki. W sezonie 2001/2002 jesienią wypożyczony do lokalnego rywala, Polaru strzelając dla klubu 7 bramek. W 2003 roku pozostawał bez przynależności klubowej, po rozwiązaniu kontraktu z wrocławskim klubem. W swoim kolejnym klubie, Arce swoją grą zapracował na transfer. Został sprzedany do Górnika Zabrze. Tam zaprezentował wysokie umiejętności. W pierwszym sezonie gry dla Zabrzan w  Ekstraklasie w dwudziestu jeden spotkaniach zdobył pięć bramek oraz został królem strzelców Pucharu Polski zdobywając 9 bramek w całej edycji. Do momentu odejścia z klubu łącznie zagrał 51 meczów w Ekstraklasie i strzelił 15 bramek. W zimowym okienku transferowym 2007 został transferowany do Widzewa Łódź, zaś od lipca 2007 do stycznia 2009 był zawodnikiem Odry Wodzisław Śląski, gdzie został najlepszym strzelcem Pucharu Ekstraklasy w sezonie 2007/2008 strzelając 5 goli. Po odejściu z wodzisławskiej drużyny podpisał kontrakt z pierwszoligowym klubem cypryjskim Nea Salamina Famagusta. W sierpniu tego samego roku został piłkarzem Sandecji Nowy Sącz. Był wicekrólem strzelców I ligi polskiej w sezonie 2010/11 strzelając 15 goli oraz 2001/2012 zdobywając 16 goli. 29 grudnia 2012 roku podpisał kontrakt z Flotą Świnoujście. W sezonie 2013/2014 występował w Arce Gdynia, natomiast od lipca 2014 grał w Olimpii Grudziądz. W sezonie 2015/2016 ponownie reprezentował Sandecję Nowy Sącz i ponownie został wicekrólem strzelców 1 ligi z 15 golami.
Po sezonie 2015/16 zakończył piłkarską karierę. 

## Kariera działacza
W ostatnim półroczu gry w piłkę, w styczniu 2016 został dyrektorem sportowym Sandecji, która rok później awansowała do Ekstraklasy. Odszedł z tego stanowiska w sierpniu 2018, po spadku zespołu na drugi poziom. Latem 2020 ponownie został dyrektorem sportowym nowosądeckiego klubu oraz równocześnie jego wiceprezesem. W styczniu 2021 rada nadzorcza Sandecji wybrała go prezesem zarządu. Za jego kadencji drużyna z Nowego Sącza odnotowała serię 17 meczów bez porażki w rozgrywkach Fortuna 1 Ligi. W lipcu 2021 zrezygnował z funkcji prezesa. Od listopada 2021 jest wiceprezesem do spraw sportowych w Zagłębiu Sosnowiec. 23 listopada 2022 ogłoszono, że Arkadiusz Aleksander zastąpił na stanowisku prezesa klubu miejsce Łukasza Girka.